# 亀山房代
亀山 房代（かめやま ふさよ、1967年3月10日 - 2009年11月23日）は、日本の元お笑いタレント、漫才師。三重県名張市出身。相愛女子短期大学卒業。本名：今枝 房代（旧姓：亀山）。
本項では、亀山と里見まさとによる漫才コンビ、「里見まさと・亀山房代」に関しても記述する。

## 略歴
吉本総合芸能学院（NSC）の5期生として吉本興業入りし、心斎橋筋2丁目劇場を中心に活動する。この頃、『4時ですよーだ』（毎日放送）にも出演。
1989年、ザ・ぼんちを解散したばかりの里見まさとに誘われ、漫才コンビ「里見まさと・亀山房代」を結成する。また、個人としても関西ローカル情報番組のレギュラーを務める。『ワイドABCDE〜す』（朝日放送（ABC））では、大阪駅前から生中継で様々な情報を伝える「亀ちゃんの駅前情報局」のコーナーを担当。
1996年、『みみどしま』（性教育に関する著作）出版。
2001年、フォトジャーナリストの今枝弘一と結婚し、「まさと・亀山」は解散。2002年、第一子となる女児を出産。その後は、テレビ番組のコメンテーターや性教育に関する講演活動をしていた。
2009年11月10日、自宅で劇症型心筋炎を発症し意識不明となり、同月23日に心室細動のため神奈川県内の病院で死去。42歳没。

## 主な出演番組
テレビ
- ぐるっと関西おひるまえ（NHK大阪放送局）
- バラエティー生活笑百科（NHK大阪放送局）
- 中国語会話（NHK教育テレビ）
- 4時ですよーだ（毎日放送）
- 晴れ時々たかじん（朝日放送）
- ワイドABCDE〜す（朝日放送）
- 2時のワイドショー（読売テレビ）
- 情報ライブ ミヤネ屋（読売テレビ）

ラジオ
- 2丁目ダウンタウン（ラジオ大阪）[4]

## 「里見まさと・亀山房代」としての活動
1989年、里見まさと（ツッコミ）と亀山房代（ボケ）によって結成。亀山は元々テレビ出演を主とするピン芸人であり舞台経験が少なかったため、まさとから漫才のいろはを教わった。亀山が立て板に水の喋りで話題をリードしつつボケて、年上のまさとが突っ込むという島田洋之介・今喜多代風のオーソドックスな形式であり、下ネタやギャグを一切使わない正統派の漫才であった。
結成当初「まさと・亀山」は新人コンビのために、ザ・ぼんちで実績のあったまさとは、若い芸人と同様に、客入りの少ない興行前半に漫才をするなど下積み活動をするのが屈辱的であった旨を『ナンバ壱番館』（ABCテレビ）などで語っている。その後、地道な活動が実り、1995年に上方漫才大賞奨励賞を受賞。1997年に上方お笑い大賞金賞、翌1998年には上方漫才大賞・大賞を受賞。上述のように2001年末、亀山の結婚・妊娠に伴って解散した。